# Turistická značená trasa 6728
 Turistická značená trasa 6728 je 2 km dlouhá žlutě značená turistická trasa Klubu českých turistů spojující Lomany s Habrovým dolíkem.

## Průběh trasy
Turistická trasa začíná v místě zvaném Habrový dolík, kde se trasa potkává s turistickou značenou trasou č. 0205. Dále trasa pokračuje přes údolí zvané Černá jáma. Na tomto místě se trasa napojuje na odbočku naučné stezky Ludvíka Očenáška vedoucí do Plas a Dolní Bělé. V místech bývalého Lomanského rybníka trasa překonává lávkou Lomanský potok. Za Lomanským potokem trasa překonává ještě potok Dražeňský, prochází kolem muzea těžby borové smoly a autobusové zastávky Plasy, Lomany a končí na křižovatce naučné stezky a cyklostezky č. 35A (Baroko II).